# Pomerol
Pomerol – miejscowość i gmina we Francji, w regionie Nowa Akwitania, w departamencie Żyronda.

## Demografia
Według danych na rok 2020 gminę zamieszkiwało 595 osób, a gęstość zaludnienia wynosiła 95,6 osób/km².